# Bundschuh-opstand

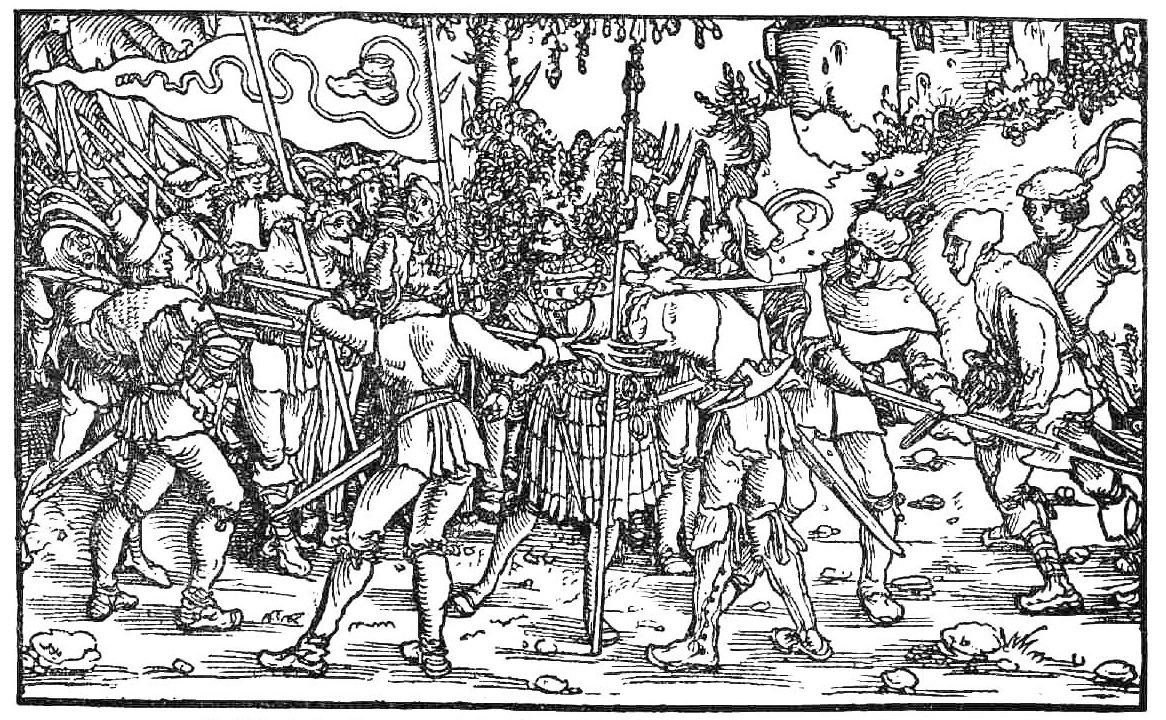
Boeren met Bundschuh-vaandel omsingelen een ridder. Houtsnede van de zgn. Petrarca-Meister uit de Trostspiegel, 1539.

De Bundschuh-opstand of Bundschuh-beweging was een reeks revoltes van boeren in het zuidwesten van Duitsland, met inbegrip van de toen nog Duitse Elzas in de periode 1493-1517. De beweging was gericht tegen de onderdrukking van de arme bevolking, vooral boeren, maar ook andere mensen van de onderkant van de samenleving. De opstanden mislukten door verraad en doordat het wettig gezag, gesteund door de geestelijkheid, beter georganiseerd en bewapend was. De beweging kan worden beschouwd als een voorloper tot de in 1524 uitgebroken Duitse Boerenoorlog.

## Voorspel: de bedevaarten van Niklashausen
In Niklashausen, bij Werbach, was in 1476 een zekere Hans Böhm actief geweest. Deze straatmuzikant, ook wel Der Pauker (trommelaar) von Niklashausen of (later) Pfeiferhannes genaamd, zou in het voorjaar van 1476 door een verschijning van de Heilige Maagd Maria zijn geïnspireerd, om te prediken tegen de hebzucht van, en de uitbuiting van het volk door de toentertijd oppermachtige adel en geestelijkheid. Hij verlangde van zijn toehoorders, dat ze hun eigen zonden biechtten, en penitentie verrichtten, maar ook dat bijvoorbeeld tienden werden afgeschaft, of werden aangewend ter leniging van de nood van de armen, en ook dat bijvoorbeeld het recht om in bossen hout te sprokkelen en klein wild te vangen, ook voor de gewone bevolking zou gelden. Ook eiste hij afschaffing van herendiensten, en teruggaaf van in het verleden door adel en geestelijkheid toegeëigend voormalig gemeenschappelijk bezit (Duits: Allmende; te vergelijken met de meenten in Holland en de marken in Oost-Nederland).
Deze Böhm, die zijn preken met liederen opluisterde, had veel charisma en trok bij een door hem georganiseerde bedevaart naar een als wonderdadig beschouwd Mariabeeld tienduizenden aanhangers tot uit streken die meer dan 100 km verwijderd waren. De bedevaarten (met preken door Böhm) werden tot in juli diverse malen herhaald.
Dit veroorzaakte de nodige onrust bij het regionale gezag, en de plaatselijke bisschop, Rudolf II van Scherenburg, zorgde ervoor dat de bedevaarten werden verboden en dat Böhm gearresteerd werd op verdenking van ketterij en in het kasteel van de stad Würzburg opgesloten. Hoewel zijn aanhangers nog probeerden hem te bevrijden, werd Böhm op 19 juli 1476 op de brandstapel ter dood gebracht en zijn as in de rivier de Main gestrooid.
Hierna stelde men alles in het werk, om de herinneringen aan Böhms activiteiten uit te wissen. In pamfletten werd de prediker als ketter en schurk afgeschilderd; zijn liederen werden verboden en zelfs het kerkje van Niklashausen, waar Böhm gepreekt had, werd gesloopt.
Deze politiek bleek effectief; een verband tussen Pfeiferhannes en de Bundschuh-opstand wordt door de meeste historici ontkend. Wel richtten beide bewegingen zich tegen dezelfde misstanden. Daarom kan de episode der bedevaarten van Niklashausen toch als een -weliswaar losstaand, en dus toevallig- voorspel van de Bundschuh-opstand worden beschouwd. In de 19e eeuw ontstond onder andere door publicaties van Friedrich Engels een beeld van Böhm als asceet en eerste voorloper van de klassenstrijd zoals in het marxisme-leninisme wordt gepostuleerd. Daarbij wordt over het hoofd gezien, dat Böhm ook volgelingen onder de lagere adel, de "bezittende klasse", had.

## Locaties
In vier gebieden was de Bundschuh-beweging bijzonder actief:
- in Schlettstadt in de Elzas
- in Untergrombach, een dorp dat tegenwoordig een stadswijk van Bruchsal is
- in Lehen im Breisgau, aan de noordwestrand van Freiburg im Breisgau
- en in diverse dorpen aan de Boven-Rijn.

## De "Bundschuh" als symbool
Joß Fritz zou als symbool een vlaggetje bedacht hebben met daarop een rijgschoen (Duits: Bundschuh), een alleen in Zuid-Duitsland door boeren en arbeiders veel gedragen type halfhoge schoen met een lange, over het been geknoopte rijgveter. Pas in de laatste jaren van de opstand kwam een echt driehoekig vaandel in gebruik, dat een klein wit kruis en een schoen met een lange kronkelende veter vertoonde, op een blauwe achtergrond.

## Leiders
- In Schlettstadt: Johann Ullmann, een ex-burgemeester; Jakob Hanser, de schout van een nabijgelegen dorp; Nicolaus Ziegler
- In de andere gebieden: Joß Fritz

## Veertien artikelen
De beweging had, onder leiding van Joß Fritz, een lijst van 14 artikelen opgesteld.
Vooral in de geschiedschrijving in communistische landen, zoals de DDR, maar ook wel daarbuiten, worden deze artikelen, met name de eerste tien, door sommigen beschouwd als een eerste aanzet tot het formuleren van mensenrechten. De artikelen moeten echter vooral worden gelezen binnen het kader van de laatmiddeleeuwse maatschappij; er was dus (nog) geen sprake van verzet tegen de Rooms-Katholieke Kerk en de keizer van het Heilige Roomse Rijk, maar gelden zeker als een vroege emancipatiebeweging. De artikelen luiden, vereenvoudigd samengevat:
1. Niemand mag een andere Heer dan God, de keizer en de paus erkennen.
2. Niemand moet in een rechtszaak terechtstaan buiten het rechtsgebied , waar hij woont. Geestelijke rechtbanken moeten zich tot geestelijke (religie-)kwesties beperken.
3. Als de totale over een schuld betaalde rente de hoofdsom heeft overtroffen, is de schuld afgelost, moeten de schuldbrieven vernietigd worden en eindigt de rentebetaling.
4. Bij rente boven 5% op jaarbasis moet naar goddelijk recht (op basis van de Bijbel) worden gehandeld.
5. Het recht op visvangst, jacht op vogels, houtkap, gebruik van bos en weide is voor arm en rijk hetzelfde.
6. Een geestelijke mag niet meer dan één prebende genieten.
7. Het aantal kloosters en stichten moet worden beperkt; hun overtollige bezittingen moeten worden geconfisqueerd en de Bond[1] moet (mede) daarmee de oorlogvoering bekostigen.
8. Onbillijke belastingen en tolheffingen moeten worden afgeschaft.
9. Binnen de gehele christenheid moet een duurzame vrede gesloten worden; op verbreking hiervan komt de doodstraf te staan; wie desondanks oorlog wil voeren, moet (eventueel met financiële ondersteuning van de overheid) tegen de Turken en andere niet-christenen te velde gestuurd worden.
10. Aanhangers van de Bond[1] moeten verzekerd zijn van (veiligheid en bescherming van) lijf en goed.
11. De Bond moet een belangrijke stad in handen krijgen als bestuurlijk en militair centrum.
12. Ieder lid van de Bond moet het zijne bijdragen ten behoeve van de uitvoering (van de politieke plannen van de beweging).
13. Zodra de legerbendes van de Bond zich hebben verenigd, moet Zijne Majesteit de Rooms-Duitse keizer op de hoogte gesteld worden (van de eisen).
14. Als de keizer deze niet aanvaardt, moet het Eedgenoodschap (Zwitserland) om bondgenootschap en bijstand worden benaderd.

## Verloop
In 1493 kwamen 110 opstandelingen in Schlettstadt voor het eerst met de Bundschuh als symbool bijeen en bereidden de gewelddadige overname van de stad voor. Hun eisen kwamen ongeveer met de latere 14 artikelen overeen, maar ze eisten ook hervormingen op het gebied van de biecht en - conform het in die tijd algemeen gebruikelijke antisemitisme - de verdrijving van alle Joden uit de stad. Ze wilden dan ook de gelden van het stadsbestuur en de kloosters in beslag nemen. De opstand werd snel de kop ingedrukt en de leiders ervan werden ter dood gebracht. In 1501 was er een hongersnood en een pestepidemie geweest. In 1502 stak in Untergrombach onder leiding van Joß Fritz de Bundschuh-beweging de kop weer op; onder andere werd geëist de lijfeigenschap af te schaffen en de kerkelijke bezittingen onder het volk te verdelen. Voordat de ca. 7.000 mannelijke en 400 vrouwelijke aanhangers van de beweging tot daadwerkelijke actie konden overgaan, werd de groep aan de bisschop van Speyer verraden. Fritz wist te ontsnappen, maar ruim 100 leden werden gearresteerd en minstens tien kregen de doodstraf. In 1513 probeerde Fritz, die in Lehen bij Freiburg een positie als veldwachter had gekregen, het opnieuw. Het volk was na drie jaar misoogst en hongersnood ontevreden en was gevoelig voor de idealen, die nu in de hierboven vermelde 14 artikelen werden vastgelegd. Fritz kreeg hier assistentie van een zekere Fritz Stoffel von Freiburg, die veel aanhangers voor de Bundschuh wist te werven onder bedelaars. Ook deze opstand werd door verraad - Joß Fritz had gebiecht en zijn biechtvader had het biechtgeheim geschonden! - in de kiem gesmoord. Fritz wist echter weer te ontkomen. Na een tweede poging om in Untergrombach een opstand te beginnen, verliep de beweging geleidelijk, zonder dat de doelen ervan gerealiseerd werden.
In 1514 was een soortgelijke beweging, eveneens zonder succes, in Württemberg actief. Deze staat bekend onder de naam Armer Konrad of Armer Kunz.